# Agnes Murgoci
Agnes Murgoci (prononcé en roumain : ['aɡn̪es̪ 'murgot͡ʃʲ]), née le 28 mars 1875 à  Fullarton, en Australie-Méridionale et morte le 7 mai 1929 sur l'île de Wight, est une zoologue et folkloriste britannique.

## Biographie

### Famille et études
Agnes Kelly est la fille d'Adam Kelly, un expatrié de Glasgow, et de Helen Beveridge. Elle rentre en Écosse avec sa mère à l'âge de deux ans. Kelly fait ses études secondaires à Dollar Academy puis entre au Bedford College en 1892. Elle y obtient en 1896 un Bachelor of Science (B.Sc.) de zoologie avec mention. Agnes Kelly poursuit ses études en Allemagne, à l'université de Munich, où elle achève son dernier cycle universitaire en 1900, ainsi que l'Écossaise Maria Gordon, ce qui fait d'elles les premières femmes diplômées d'un doctorat de l'université de Munich. À cette occasion, elle participe à la confection des robes pour doctorantes.

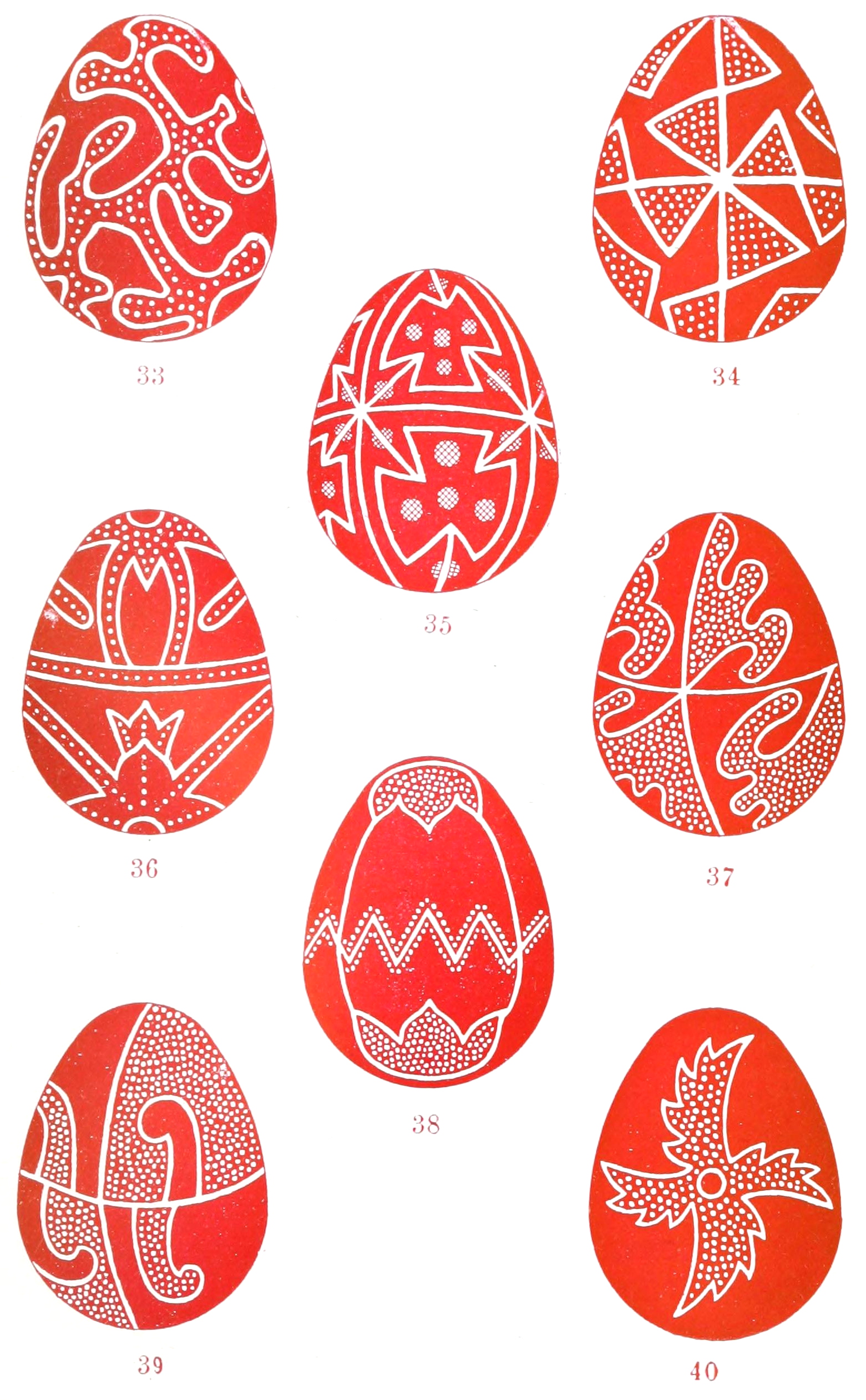
illustration de Folk-Lore « Œufs de Pâques roumains », vol. 20

### Vie en Roumanie
Agnes Kelly fait la connaissance de Gheorghe Munteanu-Murgoci (en), géologue roumain, professeur de minéralogie, lors de son séjour à Munich. Ils se marient en 1904 et, après un bref séjour en Californie, s'installent à Bucarest. Leurs enfants, Helen et Radu naissent tous deux en Roumanie.
Agnes Murgoci publie des articles sur le folklore roumain, notamment de premières études sur le vampirisme, et un livre intitulé Rumania and the Rumanians. Ses articles paraissent dans la revue de la Folklore Society,.

### Retour au Royaume-Uni
Pendant la Première Guerre mondiale, Agnes Murgoci et ses enfants se réfugient à Bristol, au Royaume-Uni. Elle meurt dans un hôpital anglais, le 7 mai 1929, des suites d'un accident de voiture sur l'île de Wight.

## Publications
- Advocates in Britain of Romanian Popular Cultur, avec M. Gaster.
- Transylvanian Superstitions, avec  Emily Gerard.
- Rumania and the Rumanians

## Postérité
Agnes Murgoci a collectionné un grand nombre de costumes et de tapis paysans roumains traditionnels. Ces pièces sont léguées après sa mort au musée national d'Écosse par sa fille, et regroupées sous la « collection Murgoci ». Ses articles d'étude sont conservés dans les archives du Royal Holloway de l'université de Londres. Ses travaux sont réédités en version bilingue (anglais/roumain) en 2005.